# تعليم طوال الحياة
التعليم طوال الحياة (LWL) هو عبارة عن إستراتيجية تعليم تشتمل على السياقات الفعلية والإعدادات الأصلية. والهدف منها هو التعامل مع أنواع التعليم المختلفة غير المشمولة في الفصول الدراسية التقليدية. ومن خلال تضمين التعليم طوال الحياة مع الفصل الدراسي التقليدي، يتم تزويد الطلاب بما يحتاجونه، وبشكل أفضل، للوصول إلى تنمية الشخص الكامل وتطوير مهارات التعلم مدى الحياة.
ويتم التركيز عليه في التعليم في هونغ كونغ. كما يتم كذلك تطوير المفهوم في مجال التعليم العالي في جامعة سوراي، بإنجلترا.
ويضيف التعليم طوال الحياة تفاصيل هامة إلى النمط العريض للتطوير البشري الذي نطلق عليه التعلم مدى الحياة، وهي كل التعليم والتنمية التي نحصلها عليها أثناء المضي في حياتنا. ويدرك التعليم طوال الحياة أن أغلب الناس، بغض النظر عن عمرهم أو ظروفهم، يشغلون مجموعة مختلفة من المواضع في نفس الوقت، مثل العمل أو التعليم، بالإضافة إلى كون الشخص فردًا من أفراد العائلة، بالإضافة إلى المشاركة في النوادي أو الجمعيات، والسفر والاستمتاع بالإجازات، والاهتمام بسلامة عقولهم وأجسادهم وأرواحهم. وبالتالي تتداخل الإطارات الزمنية للتعليم طوال الحياة ومساحات التعليم طوال الحياة بشكل جوهري، وتكون ماهية الشخص وما سنكون عليه تبعات هذا التداخل.
ونحن نعيش حياتنا في هذه المساحات المختلفة، والعديد من الأشخاص لديهم حرية اختيار المساحات التي نرغب في أن نشغلها والطريقة التي نرغب في شغلها بها. وفي هذه المساحات، نقوم باتخاذ القرارات حيال ما نشارك فيه، حيث نلتقي ونتفاعل مع أشخاص مختلفين، ولدينا أنواع مختلفة من العلاقات، كما أننا نتبنى أدوارًا وهويات مختلفة، ونفكر ونتصرف ونتواصل بطرق مختلفة. وفي هذه المساحات المختلفة، نواجه أنواعًا مختلفة من التحديات والمشكلات، وننتهز الفرص أو نقوم بخلقها، أو نفقدها، ونطمح للحياة وتحقيق طموحاتنا. ففي تلك المساحات، نقوم بخلق ماهية حياتنا. إن الهدف الذي يمكن تحقيقه من التعليم طوال الحياة هو أننا يمكن أن نقدر ونثمن بشكل كامل حياتنا بسبب القدرات التي تنطوي عليها من ناحية منحنا القدرة على أن يصبح كل منا الشخص الذي يريد أن يصبح عليه. وبعبارة أخرى، مسارنا اليومي لتفعيل أنفسنا.